# 八街神社
八街神社（やちまたじんじゃ）とは、千葉県八街市にある神社。

## 概要
八街市市街地の南方、国道409号沿いに鎮座している。
1873年（明治6年）11月に村民の希望で氷川神社から勧請して八街村の産土神としたのが創建とされる。1879年（明治12年）10月にも再度遷座式を行った。
1893年（明治26年）に西村家から現在地の土地を寄進され社殿を建立、翌1894年（明治27年）11月に遷座式を行う。
社殿が老朽化と2002年（平成14年）の大風で大被害を受けたため、翌2003年（平成15年）に「改築事業奉賛会」が組織され、氏子らからの募金によって新社殿が建立、2006年（平成18年）9月に遷座式が行われた。
11月3日の例大祭に関連して、週末に八街市街地で「八街大祭」が行われる。
2020年（令和2年）11月7日、千葉県のバイクライダー組織「チバイク」認定による県内2例目の「ライダーズ神社」となる。

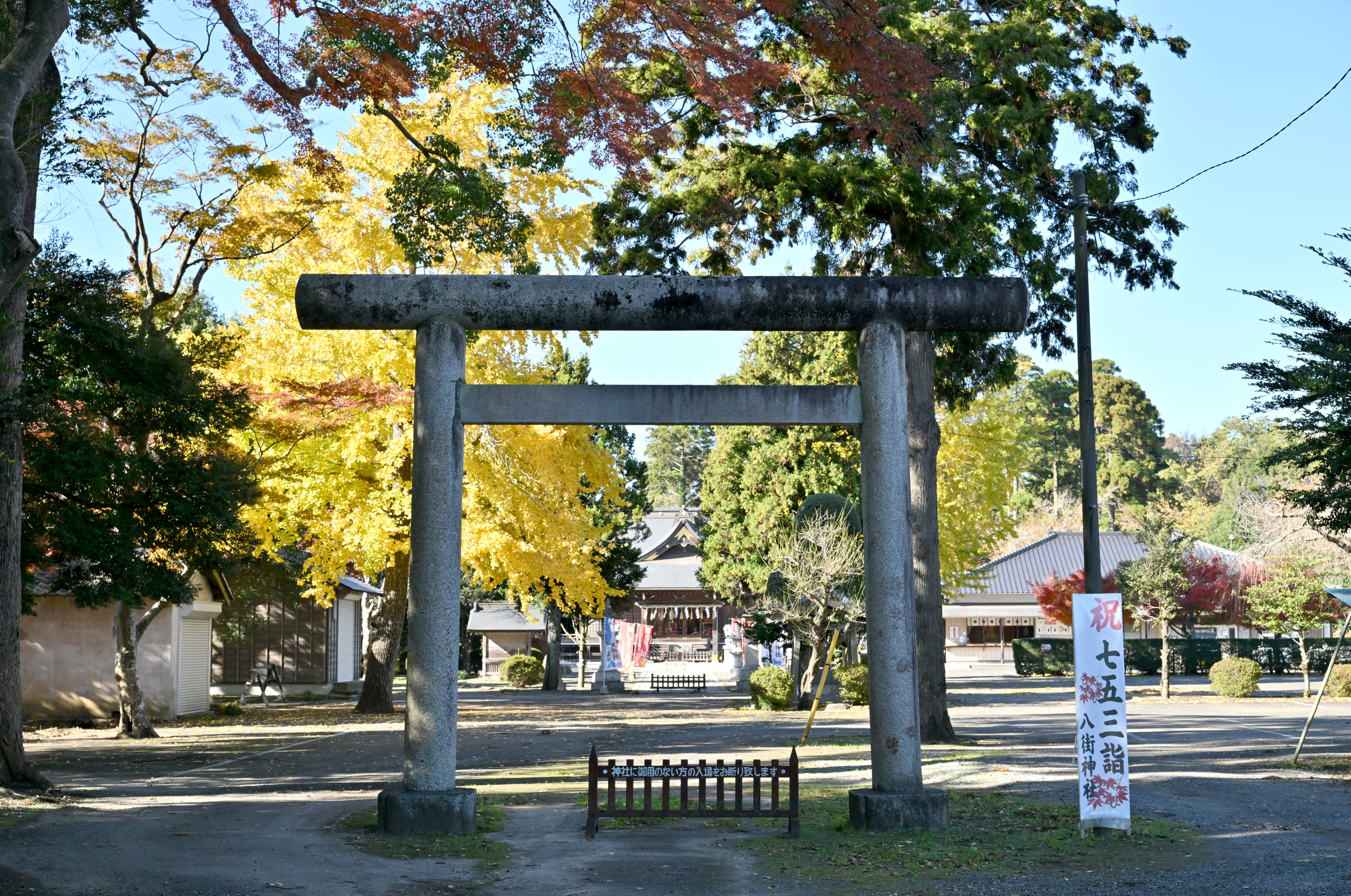
鳥居
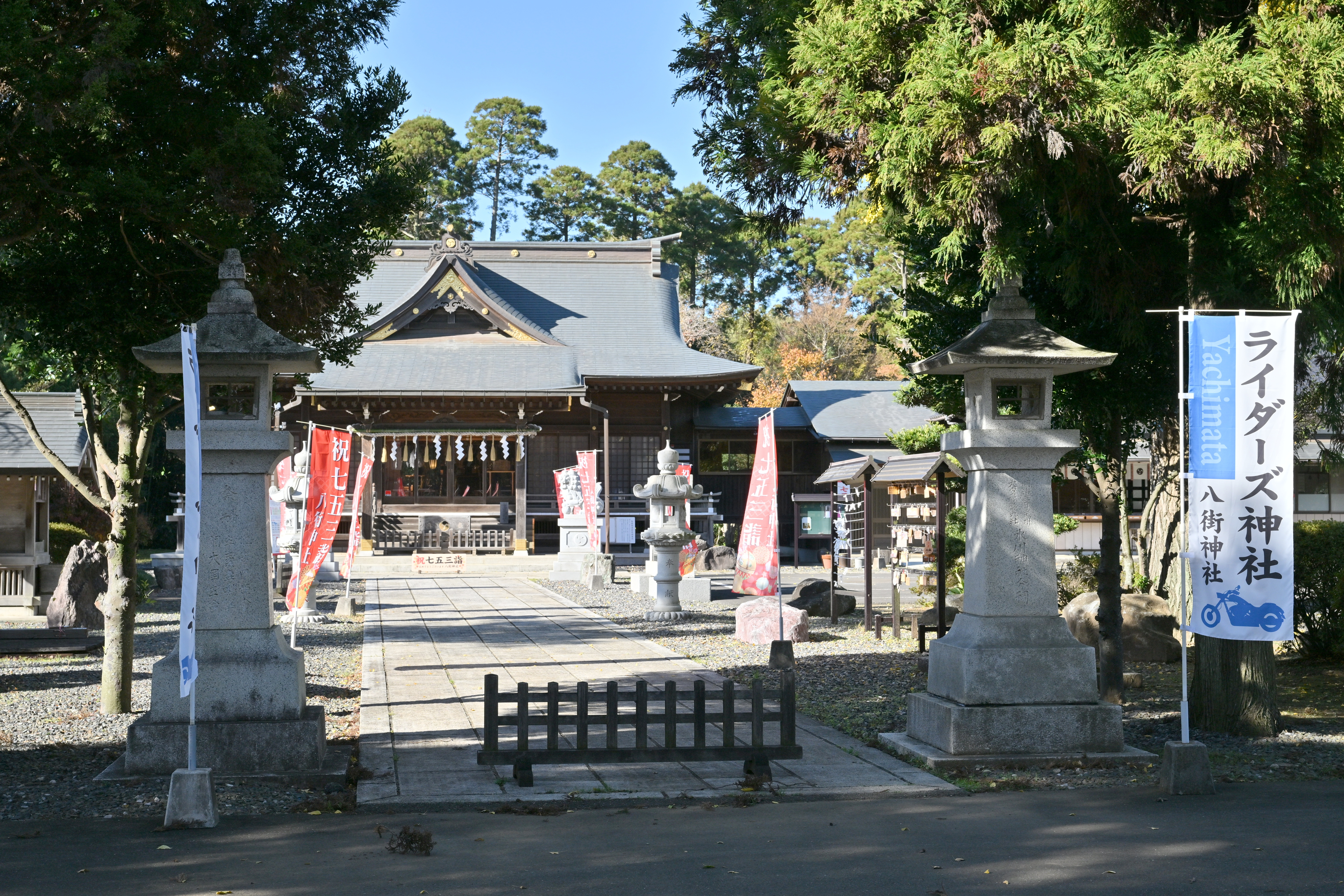
参道とライダーズ神社ののぼり旗
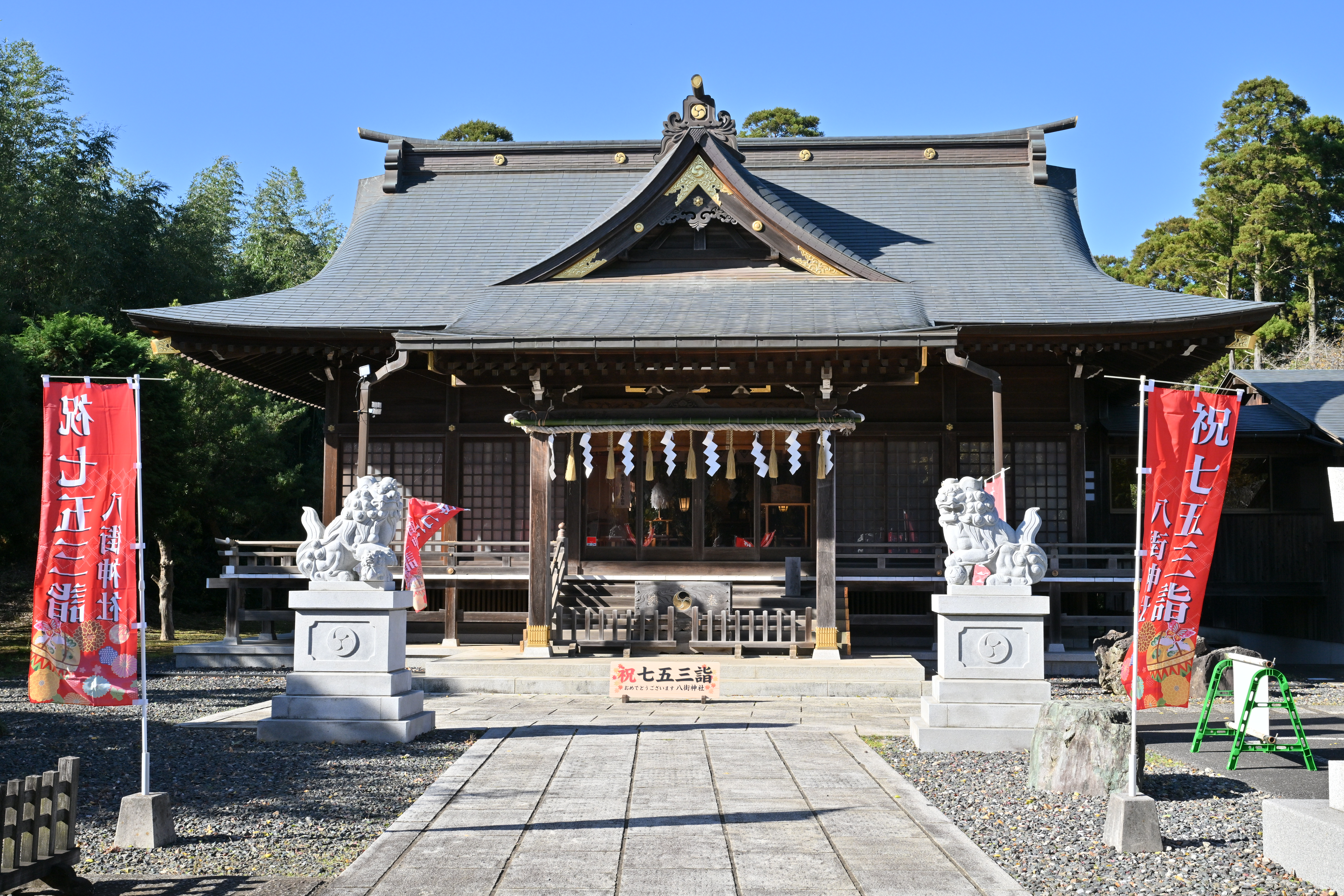
拝殿
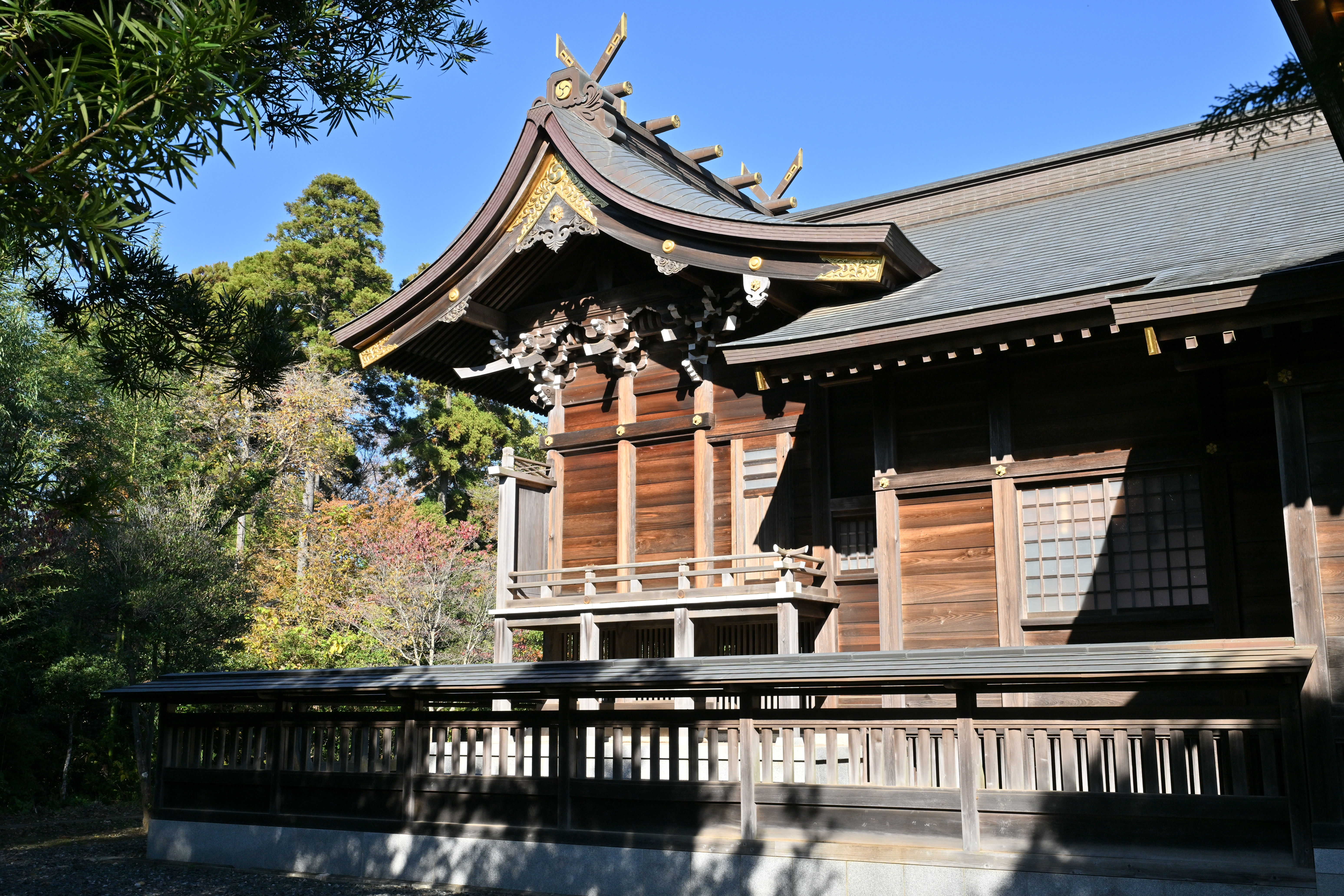
本殿

## 祭神
- 須佐之男命
- 稲田姫命
- 大己貴命